# Makeness Kipps
Makeness Kipps är ett berg i Storbritannien.   Det ligger i kommunen Scottish Borders och riksdelen Skottland, i den centrala delen av landet, 500 km norr om huvudstaden London. Toppen på Makeness Kipps är 575 meter över havet, eller 52 meter över den omgivande terrängen. Bredden vid basen är 0,93 km. Makeness Kipps ingår i Moorfoot Hills.
Terrängen runt Makeness Kipps är huvudsakligen lite kuperad. Runt Makeness Kipps är det ganska glesbefolkat, med 39 invånare per kvadratkilometer. Närmaste större samhälle är Peebles, 4,7 km sydväst om Makeness Kipps. Trakten runt Makeness Kipps består i huvudsak av gräsmarker.